# Ogre You Asshole
Ogre You Asshole – japoński zespół postpunkowy założony w maju 2001 roku w Nagano.
Nazwa grupy powstała po tym, jak Eric Judy (basista Modest Mouse), poproszony o autograf, napisał wokaliście na ramieniu „Ogre You Asshole”. Jest to cytat z filmu Zemsta frajerów.

## Muzycy
- Manabu Deto – śpiew, gitara
- Kei Mabuchi – gitara
- Norihito Hiraide – gitara basowa
- Takashi Katsuura – perkusja

## Dyskografia

### Albumy
- Ogre You Asshole (2005)
- Alpha Beta vs. Lambda (2007)
- Fog Lamp (2009)

### EP
- 1st Demo (2001)
- Heikin wa sayū gyaku no kitai (2006)
- Shiranai aizu shiraseru ko (2008)

### Single
- Tanishi (2005)
- Pinhole (2009)